# (2530) Shipka
(2530) Shipka es un asteroide perteneciente al cinturón de asteroides, descubierto el 9 de julio de 1978 por la astrónoma soviética Liudmila Chernyj desde el Observatorio Astrofísico de Crimea.

## Designación y nombre
Designado provisionalmente como  1978 NC3. Fue nombrado Shipka haciendo referencia a la batalla del paso de Shipka durante la guerra ruso-turca.